# Inno di battaglia (film)
Inno di battaglia (Battle Hymn) è un film del 1957 diretto da Douglas Sirk.
È un film di guerra biografico statunitense con Rock Hudson, Martha Hyer, Dan Duryea, Don DeFore e Jock Mahoney. È incentrato sulle vicende del colonnello Dean E. Hess, autore del salvataggio di 950 orfanelli da un orfanotrofio durante la guerra di Corea. Nel film Hess è dipinto come un pastore protestante che si arruola volontario per la guerra di Corea a causa dei suoi sensi di colpa scatenatisi dopo la sua partecipazione alla seconda guerra mondiale. L'omonima autobiografia di Hess fu pubblicata in concomitanza con l'uscita del film.

## Trama

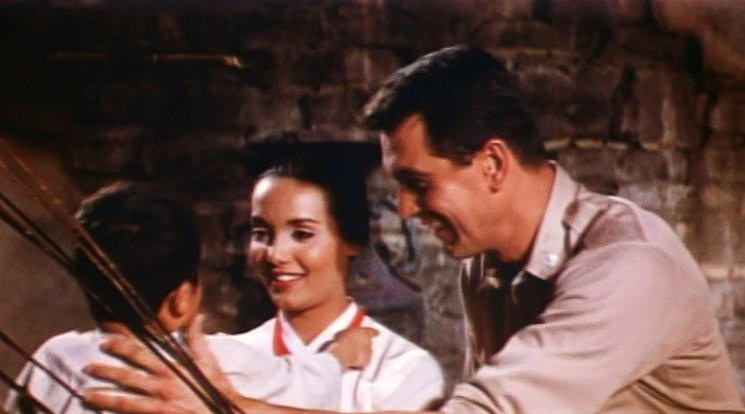
Anna Kashfi e Rock Hudson in un fotogramma tratto dal trailer del film Battle Hymn.

Il film narra la storia vera del colonnello dell'USAF Dean E. Hess, pilota veterano della seconda guerra mondiale, che durante una missione sull'Europa a bordo di un cacciabombardiere Republic P-47 Thunderbolt, per un guasto al meccanismo di lancio, aveva lanciato in ritardo una bomba colpendo un orfanotrofio in Germania e causando la morte di 37 bambini. Congedatosi al termine del conflitto, fu richiamato in servizio nel 1948 e assegnato alla forza di occupazione americana in Germania. Con l'inizio della guerra di Corea, nel giugno 1950, fu mandato in Corea del sud a dirigere il programma addestrativo "Bout One Project" che prevedeva l'addestramento dei piloti sudcoreani al pilotaggio dei caccia North American P-51 Mustang. Il ricordo dell'incidente avvenuto in Germania lo spinse ad accogliere nell'aeroporto di Taegu tutti gli orfani che potevano trovare posto, che ben presto raggiunsero il migliaio di unità. Preoccupato per l'avanzata delle truppe nordcoreane riuscì ad ottenere dalle autorità militari la disponibilità di 15 quadrimotori Douglas C-54 Skymaster, con cui gli orfani vennero evacuati sull'isola di Jeju.

## Produzione

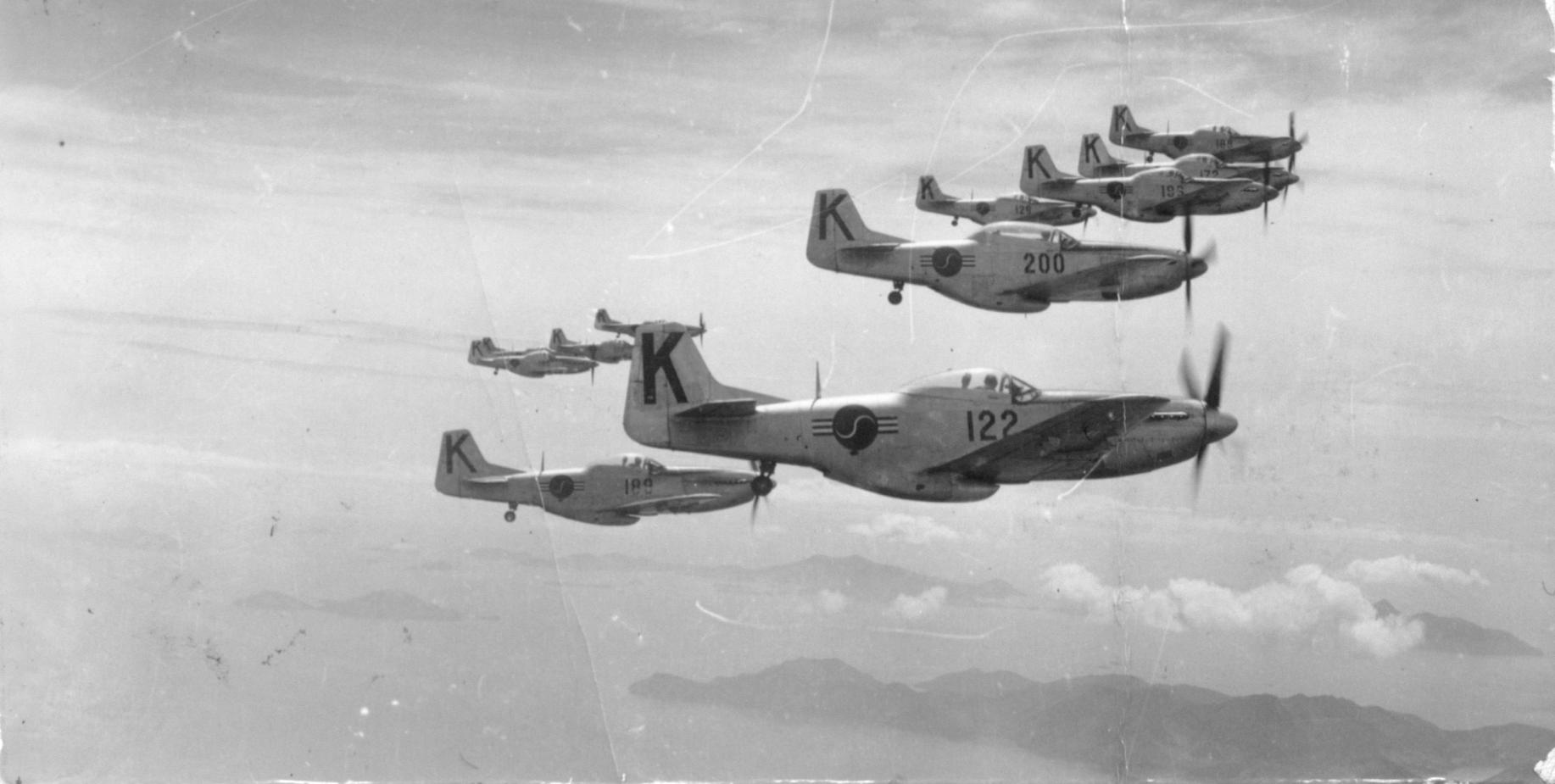
Caccia P-51D dell'aeronautica sudcoreana in volo.

Il film, diretto da Douglas Sirk su una sceneggiatura di Charles Grayson e Vincent B. Evans, fu prodotto da Ross Hunter per la Universal International Pictures e girato negli Universal Studios a Universal City in California, nell'aeroporto di Nogales in Arizona e in alcune location a Seul dal marzo al maggio 1956 con un budget stimato in 3.900.000 dollari. Il titolo di lavorazione fu By Faith I Fly. Durante le riprese un incidente occorse al regista Sirk che si ruppe la caviglia e che fu sostituito per diverse scene dagli aiuto registi John Sherwood e Marshall Green fino a quando ritornò sul set temporaneamente su una sedia a rotelle. Hess funse da consulente tecnico.
Per la realizzazione del film il regista si avvalse di numerosi tipi di aerei, con i caccia F-51D forniti dal 182nd Fighter Squadron della Texas Air National Guard, mentre nella parte dei caccia Yakovlav nordcoreani furono usati gli addestratori North American T-28A Trojan dell'US Air Force Reserve. Per esigenze tecniche al posto dei quadrimotori C-54 Skymaster furono utilizzati i Fairchild C-119 Flying Boxcar, mentre per le riprese aeree vennero usati un C-119, un B-26 Invader, e un B-25 Mitchell appartenente al collaudatore e stuntman Paul Mantz.

## Distribuzione

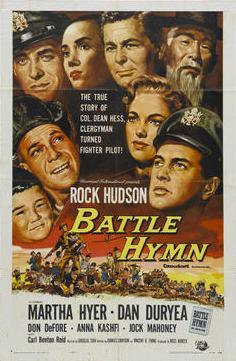
Locandina del film Battle Hymn.

Il film fu distribuito con il titolo Battle Hymn negli Stati Uniti dal 14 febbraio 1957 (anteprima a Marietta, Ohio) al cinema dalla Universal Pictures.
Altre distribuzioni:
- in Germania Ovest il 3 marzo 1957 (Der Engel mit den blutigen Flügeln)
- in Francia il 29 marzo 1957 (Les ailes de l'espérance)
- in Svezia l'8 aprile 1957 (Seger i skyn)
- in Finlandia il 19 aprile 1957 (Taisteluhymni)
- in Austria nell'ottobre del 1957 (Schlachtgeschwader 2 einsatzbereit)
- in Portogallo il 22 novembre 1957 (Abnegação)
- in Danimarca il 18 luglio 1958 (De blodige vinger)
- in Turchia il 6 marzo 1959 (Ümit Kanatlari)
- in Canada (Les ailes de l'espérance)
- in Grecia (Amartima kai exileosis)
- in Spagna (Himno de batalla)
- in Brasile (Hino de uma Consciência)
- in Italia (Inno di battaglia)

## Critica
Secondo il Morandini il film è un "tentativo parzialmente riuscito di far coesistere il classico film bellico con il melodramma esistenziale sulla scorta dell'autobiografia del colonnello Dean Hess". Secondo Leonard Maltin "Hudson regala una prova molto convincente". Critiche furono poste negli stati Uniti perché il film ignorava i ruoli svolti dagli altri due protagonisti del salvataggio, il capellano Russell L. Blaisdell e il St. Sgt. Merle Y. Strang.

## Promozione
La tagline è: "The true story of Col. Dean Hess, clergyman turned fighter pilot!".

### Periodici
- Nico Sgarlato, Inno di battaglia. Un film il cui protagonista è stato l'F-51D Mustang, in Aerei nella Storia, n. 83, Parma, West Ward Edizioni, aprile-maggio 2012,  p. 39.